# Villa Messidor
La maison dite villa Messidor est l’une des quinze villas balnéaires répertoriées patrimoine exceptionnel de la commune de La Baule-Escoublac, dans le département français de la Loire-Atlantique. Construite en 1932 par Adrien Grave et décorée intérieurement par Émile Guillaume, il s’agit d’une villa de style dissymétrique paquebot d’inspiration Art déco, située dans le lotissement La Baule-les-Pins.

## Localisation
La villa est située aux 15, avenue d’Armorique et 9, avenue Sarah Bernhardt, au milieu d’un jardin, dans le lotissement La Baule-les-Pins de La Baule-Escoublac,. 
Ce lotissement a été réalisé à partir de 1922 sous l’impulsion de Louis Lajarrige ; il s’étend sur 230 ha et a pour façade sud 2 km de front de mer,. 
Afin d’éviter une urbanisation anarchique, Louis Lajarrige organise un concours pour lotir du Bois d’Amour — 160 ha rachetés à la Société des Dunes par la Société immobilière de la Baule-les-Pins — auquel 70 architectes participent ; les résultats ne le satisfaisant — ni le 1er prix, ni le 5e ne sont décernés —, il confie aux architectes Lévêque et Fabre le soin de réaliser une synthèse des 20 meilleurs projets. L'arrêté préfectoral du 9 juin 1923 approuve la création du lotissement, qui est inscrit au plan d’extension et d’embellissement de La Baule que le conseil d’État valide le 1er avril 1925.

## Patrimoine de La Baule-Escoublac
La zone de protection du patrimoine architectural, urbain et paysager (ZPPAUP) de La Baule-Escoublac rassemble 6 871 bâtiments, parmi lesquels 15 villas sont distinguées en patrimoine exceptionnel ; 699 autres sont recensées en patrimoine remarquable à conserver et 1 741 en patrimoine d’accompagnement essentiel.

## Historique
La maison a été construite sur les plans dessinés par Adrien Grave en 1932. Elle fait l’objet d’une publication dans La Construction moderne en 1934.
Elle est construite pour M. Petit, un industriel du Nord.
La villa se rapproche de la villa Athélia, où l'architecte réside, avec en façade un escalier à gauche, une entrée centrée protégée et un bow window à droite.
Les travaux sont menés par l’entreprise générale Marcel Rigaud de La Baule-Escoublac, la ferronnerie est due à l’entreprise locale Bosridon et le mobilier initial à la société Sébilleau de Redon.

## Architecture
La villa est de type dissymétrique paquebot et d'inspiration Art déco.
Elle s’élève sur trois niveaux ; elle possède une toiture en tuile dont la ligne est soulignée par une génoise et ses murs sont recouverts d'un enduit perlé à l’origine rouge rosé.
Le troisième niveau est constitué d’un avant-corps qui s'appuie sur un porche ; il est ceinturé par une série de balcons, partiellement couverte d’une plaque semi-circulaire reposant sur des colonnes ornées de mosaïques vertes.
Le rez-de-chaussée surélevé comporte un hall desservant une grande salle à manger de style rustique breton donnant sur la façade, une cuisine et son office, un bureau et une chambre. Le premier étage, accessible par un escalier en béton armé comprend trois chambres.
Le peintre Émile Guillaume réalise la décoration intérieure du rez-de-chaussée. Il est l’auteur d’une scène champêtre flamande, rappelant les origines du premier propriétaire, dans le bureau situé au-dessus de l’escalier d’angle.
Il réalise également une frise rappelant la Bretagne dans la salle à manger, ainsi que les vitraux qui ornent les trois fenêtres du bow window en avant-corps, qui représentent des scènes marines. Émile Guillaume décore également la chambre principale du premier étage d'une vue de Venise.
Le mobilier extérieur, aujourd’hui disparu mais commenté dans l’article de 1934 de La Construction moderne, présente une pergola en demi-cercle et un kiosque au toit de chaume ; un bassin et une fontaine toute en émaux de Mettlach s’inscrivent dans l’axe pergola - entrée de la villa.
La porte d’entrée est une lourde grille métallique de style Art déco, symbolisant le ciel par des barres horizontales, la mer par des traits obliques et des spirales, les pins par des ondes verticales et les villas par des rectangles verticaux ; un verre blanc dépoli forme le fond de la porte.